# Alopia alpina
Alopia alpina is een slakkensoort uit de familie van de Clausiliidae. De wetenschappelijke naam van de soort werd voor het eerst geldig gepubliceerd in 1933 door M. von Kimakowicz.